# Kościół Najświętszej Maryi Panny Królowej Polski w Domaszowicach
Kościół Najświętszej Maryi Panny Królowej Polski – rzymskokatolicki kościół filialny w Domaszowicach, należy do parafii Wniebowzięcia NMP we Włochach w dekanacie Namysłów wschód, archidiecezji wrocławskiej.

## Historia kościoła
Mieszkańcy Domaszowic do najbliższego kościoła katolickiego musieli jeździć do wsi Włochy, był to zarazem ich kościół parafialny. Sytuacja ta uległa zmianie, bowiem w 1985 roku została wybudowana we wsi świątynia, która jednocześnie stała się kościołem filialnym parafii Wniebowzięcia NMP we Włochach
.